# Рейстад, Хенню
Хенню Элла Рейстад (норв. Henny Ella Reistad; род. 9 февраля 1999, Осло) — норвежская гандболистка, разыгрывающий и левый полусредний датского клуба «Эсбьерг» и сборной Норвегии. Олимпийская чемпионка 2024 года, чемпионка мира 2021 года, трёхкратная чемпионка Европы. Лидер сборной Норвегии в 2020-х годах, одна из сильнейших гандболисток мира.

## Карьера

### Клубная
Начала карьеру в клубе «Стабек», затем играла в клубе «Вайперс», с которым 3 раза стала чемпионом Норвегии и выиграла Лигу чемпионов (2021). В 2021 году перешла в датский клуб «Эсбьерг».

### В сборной
В сборной Норвегии с 2018 года. Олимпийская чемпионка (2024), чемпионка мира (2021) и трёхкратная чемпионка Европы (2020, 2022, 2024). MVP чемпионата Европы (2022) и чемпионата мира (2023). Лучший левый полусредний чемпионата мира 2021 года и лучший разыгрывающий чемпионата Европы 2024 года.
В полуфинале чемпионата мира 2023 года забросила 15 мячей в ворота сборной Дании и принесла своей команде победу (29:28 ОТ). В финале Норвегия проиграла Франции (28:31), но Рейстад была признана самым ценным игроком турнира. Была признана ИГФ игроком 2023 года среди женщин.
10 августа 2024 года на стадионе «Пьер-Моруа» в Лилле в финале Олимпийских игр стала с 8 голами лучшим бомбардиром матча против Франции (29:21) и помогла Норвегии выиграть олимпийское золото впервые с 2012 года.
В декабре 2024 года выиграла золото на третьем чемпионате Европы подряд, была включена в символическую сборную как лучший разыгрывающий. Забила на турнире 50 мячей после 81 броска (62 %) и заняла второе место в списке лучших бомбардиров, уступив только Катрин Клуйбер из Венгрии (60).